# Eriochloa montevidensis
Eriochloa montevidensis är en gräsart som beskrevs av August Heinrich Rudolf Grisebach. Eriochloa montevidensis ingår i släktet Eriochloa och familjen gräs. Inga underarter finns listade i Catalogue of Life.